# Herman Karl Haeberlin
 (janvier 2019).
Pour les articles homonymes, voir Haeberlin.
Herman Karl Haeberlin, né le 11 septembre 1890 à Akron et mort le 12 février 1918, est un anthropologue et linguiste américain d'origine allemande. 
Franz Boas le considérait comme un des espoirs de l'anthropologie américaine, mais il a peu publié de son vivant et l'essentiel de son travail reste à l'état d'archives non publiées. Il était spécialiste des peuples et des langues salish, en particulier le lushootseed, le cœur d'alène et le nuxalk.

## Sources
- (en) Franz Boas, « In Memoriam Herman Karl Haeberlin », American Anthropologist, no 21, 1919, p. 71-74.
- (en) Jay Miller, Regaining Dr. Hermann Haeberlin. Early Anthropology and Museology in Puget Sound, 1916–1917, Lushootseed Press, 2007.